# Bronsryttaren (dikt)

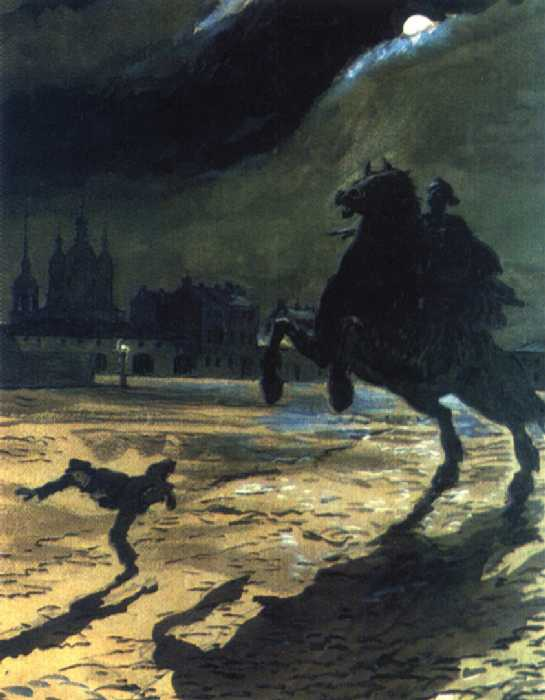
Alexandre Benois illustration av dikten, 1904.

Bronsryttaren är en dikt av Aleksandr Pusjkin, publicerad 1833. Dikten är en hyllning till tsar Peter den store och hans stad Sankt Petersburg, som ett svar på en kritisk dikt av Adam Mickiewicz.
De inledande raderna, efter prologen, påminner om den sekellånga fiendskapen mellan Sverige och Ryssland, när Peter den store står vid Nevas strand och planerar för framtiden:
”Han tänkte så:
Just härifrån skall svensken hotas,
Här skall vi bygga upp en stad
Som trotsar denne sturske granne.”